# Bloc de légalité
 (septembre 2017).
Si vous disposez d'ouvrages ou d'articles de référence ou si vous connaissez des sites web de qualité traitant du thème abordé ici, merci de compléter l'article en donnant les références utiles à sa vérifiabilité et en les liant à la section « Notes et références ».
La notion de bloc de légalité ou bloc législatif a été dégagée par la doctrine juridique administrative française. Dans la hiérarchie des normes de Droit, le bloc de légalité comprend:
- les lois organiques ;
- les lois ordinaires ;
- les ordonnances ;
- les règlements autonomes[réf. nécessaire].

Le bloc de légalité est soumis aux dispositions qui forment le bloc de constitutionnalité et le bloc de conventionnalité, et il soumet lui-même par ses dispositions les principes généraux du droit[pas clair] et les actes administratifs.

## Justification

### Les lois organiques
Les lois organiques précisent et complètent la Constitution. Elles sont votées par le Parlement et la Constitution de 1958 limite les cas de recours aux lois organiques. C'est une catégorie entre la loi constitutionnelle et la loi ordinaire, il existe une procédure particulière d'adoption et de contrôle (art.46 de la Constitution de 1958). Le vote par le Parlement explique leur place dans la hiérarchie des normes à ce niveau.
Elles ne sont promulguées qu'après la déclaration de leur conformité constitutionnelle du conseil constitutionnel.

### Les ordonnances
Les ordonnances de l'article 38 de la Constitution de 1958 font quant à elles partie du bloc de légalité seulement une fois ratifiée par le Parlement. En effet, tant que l'ordonnance n'a pas été ratifiée, l'ordonnance est considérée comme étant un acte administratif, que peut donc contrôler le juge administratif.

### Les règlements autonomes
Les règlements autonomes sont considérés comme faisant partie du bloc de légalité. Les règlements d'application, pris à la demande du législateur, sont eux considérés comme des actes administratifs. Leur domaine d'intervention est défini dans l'article 37 de la Constitution de 1958.